# 帕尔哈提·肉孜
帕尔哈提・肉孜（1960年4月—），新疆民丰人，维吾尔族，中国共产党党员。中华人民共和国政治人物、第十三届全国人民代表大会新疆地区代表。

## 生平
曾任中共和田县委书记。2015年5月至2021年4月，任喀什地区行署专员。
2018年2月24日，当选为第十三届全国人大代表。